# Bunker Hill (Illinois)
Pour les articles homonymes, voir Bunker Hill.
Bunker Hill est une ville du comté de Macoupin, en Illinois, aux États-Unis. Elle est incorporée le 14 mai 1873,. Lors du recensement de 2010, la ville comptait une population de 1 774 habitants.

## Source de la traduction
- (en) Cet article est partiellement ou en totalité issu de l’article de Wikipédia en anglais intitulé « Bunker Hill, Illinois » (voir la liste des auteurs).